# 甘仔轄·馬祿
甘仔轄·馬祿（？—？）為臺灣大肚王國的酋長，於荷蘭統治中後期、明鄭統治前期在位。於荷蘭語的文獻中，稱呼其為「米達赫王」（Keizer van Middag），即是「白晝的帝王」之意（荷蘭文的middag對應到英文的midday、noon或afternoon，字面上有「中午」、「白天」的意味，但在現代荷蘭文中專指「下午」）；拍瀑拉語則尊稱「Lelien」，同樣意為「白晝之王」。

## 生平
大肚王國前任白晝之王甘仔轄·阿拉米死後，生為外甥的甘仔轄·馬祿繼承大肚王國王位、由其繼父塔拉布（Tarraboe）攝政（實際上的統治權在馬祿的外祖母手上）。而荷蘭東印度公司方面，也在阿拉米駕崩後更加積極削弱大肚王在大肚王國的權力和影響力，直到退出臺灣為止。